# Bapča
Bapča je vesnice v Chorvatsku v Záhřebské župě, spadající pod opčinu města Velika Gorica. Nachází se asi 6 km severovýchodně od města Velika Gorica a 14 km jihovýchodně od centra Záhřebu. V roce 2021 zde žilo 109 obyvatel, což je pokles oproti roku 2011, kdy zde žilo 129 obyvatel ve 41 domech.
Východní obchvat Bapči tvoří silnice D30, je též napojena na župní silnici Ž3068. Severně od ní protéká potok Kosnica, který se vlévá do řeky Odry.
První písemná zmínka o Bapči pochází z roku 1410.

## Vývoj počtu obyvatel
| 1857                                                   | 1869 | 1880 | 1890 | 1900 | 1910 | 1921 | 1931 | 1948 | 1953 | 1961 | 1971 | 1981 | 1991 | 2001 | 2011 | 2021 |
| ------------------------------------------------------ | ---- | ---- | ---- | ---- | ---- | ---- | ---- | ---- | ---- | ---- | ---- | ---- | ---- | ---- | ---- | ---- |
| 63                                                     | 65   | 72   | 83   | 99   | 102  | 104  | 117  | 145  | 139  | 129  | 139  | 122  | 139  | 151  | 129  | 109  |
| zdroj: sčítání lidu v Chorvatské republice 1857 - 2021 |      |      |      |      |      |      |      |      |      |      |      |      |      |      |      |      |

## Sousední sídla
| Růžice kompasu |               | Selnica Šćitarjevska | Črnkovec     | Růžice kompasu |
| Růžice kompasu | Sever         |                      |              | Růžice kompasu |
| Růžice kompasu | Bapča         |                      |              | Růžice kompasu |
| Růžice kompasu | Jih           |                      |              | Růžice kompasu |
| Růžice kompasu | Velika Gorica | Kobilić              | Lazina Čička | Růžice kompasu |